# SP-207
A SP-207 é uma rodovia transversal do estado de São Paulo, administrada pelo Departamento de Estradas de Rodagem do Estado de São Paulo (DER-SP).

## Denominações
Recebe as seguintes denominações em seu trajeto:
Nome:	José Vasconcelos dos Reis, Doutor, Rodovia
- De - até:	SP-344 (São Sebastião da Grama) - SP-350 (São José do Rio Pardo)
- Legislação: LEI 3.078 DE 10/11/81

Nome:	Homero Correia Leite, Prefeito, Rodovia
- De - até:	São José do Rio Pardo (SP-350) - Mococa (SP-340)
- Legislação: LEI 4.387 DE 23/11/84

## Descrição
Principais pontos de passagem: SP 344 (São Sebastião da Grama) - SP 350 - SP 340

## Características

### Extensão
- Km Inicial: 0,000
- Km Final: 33,110

### Localidades atendidas
- São Sebastião da Grama
- São José do Rio Pardo
- Mococa